# 久里駅
久里駅（くりえき）は、かつて佐賀県唐津市にあった日本国有鉄道（国鉄）筑肥線の駅（廃駅）である。
1983年（昭和58年）3月22日に、筑肥線と福岡市交通局（福岡市地下鉄）1号線（現・空港線）の直通運転が開始されたのに伴い、唐津市においては虹ノ松原駅 - （新）東唐津駅 - 唐津駅間に新線が開業して、虹ノ松原駅 - （旧）東唐津駅 - 山本駅間の旧線が廃線となったため、その廃線区間にあった当駅も廃駅となった。
なお、現在は駅の跡地に上久里公民館が建っている。

## 歴史
- 1930年（昭和5年）3月1日：北九州鉄道の上久里停留場として開業[1]。
- 1937年（昭和12年）10月1日：北九州鉄道が国有化され、鉄道省（国有鉄道）の所属となる[1]。
- 1950年（昭和25年）5月20日：それまで久里駅を名乗っていた隣の駅を鏡駅（2代）と改称し、当駅を久里駅（2代）とする[2]。
- 1961年（昭和36年）12月1日：貨物取扱廃止[1]。
- 1971年（昭和46年）3月31日：荷物扱い廃止[3]。無人駅となる[4]。
- 1983年（昭和58年）3月22日：筑肥線の虹ノ松原 - （旧）東唐津 - 山本間廃線に伴い廃駅となる[1]。

## 駅構造
片面ホームが線路に面して置かれているだけの駅で、廃止時には駅舎の白塗料がはがれかかっている状態になっており、駅名標も風化してボロボロになり、文字が見えなくなっていた。

## 隣の駅
日本国有鉄道
筑肥線
鏡駅 - 久里駅 - 山本駅